# Bevin Prince
Pour les articles homonymes, voir Prince.
Bevin Prince, née le 23 septembre 1982 à Charlotte en Caroline du Nord (États-Unis), est une actrice américaine.
Elle est connue pour avoir interprété le rôle de Bevin Mirskey dans la série Les Frères Scott.

## Biographie
Elle commence la comédie dès son plus jeune âge. À l'école, elle participait à des pièces de théâtre. Elle a eu son diplôme de cinéma à l'Université de Caroline du Nord à Wilmington, là où est tournée la série.
Bevin est amie avec Odette Annable (Dr House), Sophia Bush, Hilarie Burton et Danneel Harris (Les Frères Scott). Elle était la demoiselle d'honneur au mariage de cette dernière avec Jensen Ackles (Supernatural).
Le 7 juillet 2022, son mari, William Friend, est mort à 33 ans après avoir été frappé par la foudre lors d'une promenade en mer.

## Filmographie

### Séries
- 2004-2007, 2008, 2012 : Les Frères Scott : Bevin Mirskey
- 2007 : Dr House : Megan (1 épisode)
- 2009 : Desperate Housewives : Mariana (Saison 5, Episode 17)
- 2009 : Electric Spoofaloo : Amanda (1 Episode)
- 2009 : Floored And Lifted : Mrs. Mackers (3 Episodes)

### Films
- 2008 : I Heart Veronica Martin : Valérie
- 2009 : Redefining Love : Gwyn
- 2009 : Dark House : Ariel
- 2010 : Wreckage : Faye
- 2010 : The Love Affair
- 2010 : Groupie : Denise
- 2011 : The Artifact : Stacey